# Stephen Naidoo
Stephen Naidoo (Città del Capo, 23 ottobre 1937 – Città del Capo, 1º luglio 1989) è stato un arcivescovo cattolico sudafricano che ha osteggiato apertamente il regime dell'apartheid.

## Biografia
Nato a Città del Capo nel 1937 da genitori indiani convertiti al cattolicesimo, ha studiato in un seminario cristiano vicino a Durban per poi trasferirsi in Scozia a studiare teologia.

### Ministero
Ordinato sacerdote redentorista nel 1961, ottiene il dottorato in diritto canonico nel 1964 alla Pontificia Università San Tommaso d'Aquino di Roma.
Tornato in Sudafrica, nel 1968 prima è sacerdote in un monastero e poi insegnante a Pretoria.
Eletto vescovo ausiliare di Città del Capo il 1º luglio 1974, viene consacrato il 15 settembre successivo. Elevato all'arcivescovato il 20 ottobre 1984, viene incarcerato nel 1988 per avere partecipato a diverse marce di protesta contro il regime dell'apartheid.
Muore il 1º luglio 1989.

## Genealogia episcopale e successione apostolica
La genealogia episcopale è:
- Cardinale Scipione Rebiba
- Cardinale Giulio Antonio Santori
- Cardinale Girolamo Bernerio, O.P.
- Arcivescovo Galeazzo Sanvitale
- Cardinale Ludovico Ludovisi
- Cardinale Luigi Caetani
- Cardinale Ulderico Carpegna
- Cardinale Paluzzo Paluzzi Altieri degli Albertoni
- Papa Benedetto XIII
- Papa Benedetto XIV
- Papa Clemente XIII
- Cardinale Marcantonio Colonna
- Cardinale Giacinto Sigismondo Gerdil, B.
- Cardinale Giulio Maria della Somaglia
- Cardinale Carlo Odescalchi, S.I.
- Cardinale Costantino Patrizi Naro
- Cardinale Serafino Vannutelli
- Cardinale Domenico Serafini, Cong.Subl. O.S.B.
- Cardinale Pietro Fumasoni Biondi
- Arcivescovo Martin Lucas, S.V.D.
- Cardinale Owen McCann
- Arcivescovo Stephen Naidoo

La successione apostolica è:
- Vescovo Michael Gower Coleman (1986)
- Arcivescovo Lawrence Patrick Henry (1987)